# Play-off
El término inglés play-off o playoff (PO), eliminatoria en español, se usa en algunos deportes para designar a una competición entre los principales competidores de una liga deportiva que, por eliminatoria, corona al vencedor, normalmente después de la temporada regular. Dependiendo de la liga, los play-offs pueden ser a juego único, una serie de juegos, o un torneo, pudiendo usar un sistema de eliminación directa o alguno de los diversos formatos de play-off. 
En español, es preferible el uso de las palabras eliminatoria o fase final, pese a que play-off también se usa para referirse a procesos clasificatorios o de avance a alguna ronda de una competición.
En el fútbol es común que se jueguen play-offs para decidir el ascenso de equipos de divisiones inferiores, contrario a la forma en que se ocupa para decidir un campeón en otros deportes. En Inglaterra, por ejemplo, los equipos que terminen del tercer al sexto lugar en la temporada regular de la English Football League Championship (segunda división del fútbol inglés), compiten para decidir el último cupo de ascenso a la Premier League.